# Ana Paula Vieira
Ana Paula Vieira (Lins, 21 de julho de 1980) é uma atriz brasileira.
Antes de se dedicar totalmente às artes cênicas, cursou faculdade de Direito na PUC, na cidade de Campinas, nos anos de 1998 a 2002. Ao mesmo tempo, se dedicava às aulas noturnas de teatro no Curso Técnico de Formação de Atores Carlos Gomes, também em Campinas, São Paulo, onde se formou no ano de 2000. Participou ainda de diversos cursos e oficinas de interpretação para cinema e TV na Escola de Atores Wolf Maya e Art Studio. Em 2003, mudou-se para capital paulista e passou a se dedicar integralmente à carreira de atriz.

## Vida pessoal
Em novembro de 2014 foi veiculado notícias de que teve um filho com o futebolista brasileiro Rogério Ceni fora de seu casamento com Sandra Ceni. Henrique Vieira Ceni é filho de um relacionamento extraconjugal entre a atriz e o atleta, que continuam juntos desde então.

## Principais trabalhos
Uma lista com seus principais trabalhos na televisão, cinema e teatro:

### Televisão
- 2014 - Chiquititas - Personagem mãe do JP
- 2011 / 2012 - Faça em Casa - Fox Life / Bem Simples - apresentadora
- 2010 - Beleza e Saúde - TV Mundi - apresentadora
- 2008 - Desejo Proibido - Rede Globo - personagem: Mariana. Autor: Walther Negrão, direção: Marcos Paulo
- 2007 - Maria Esperança - SBT - personagem: Fabíola. De Yves Dumont; direção Henrique Martins
- 2005 - Os Ricos Também Choram - SBT - participação na primeira fase, como Rita.

### Cinema
- 2005 - Ao Sul de Setembro - Luiza - longa-metragem de Amauri Tangará
- 2006 - O Cigano - Valéria - média-metragem, de Gerson March
- 2004 - O Caminho da Praça - curta-metragem, de Fabiana Otta
- 2002 - Peter's Friends - média-metragem, de Wolf Maya
- 2001 - Diabólica - curta-metragem, de Luis d' Mohr
- 2001 - O Espelho Negro de Narciso, curta-metragem, de Fernando Leal

### Teatro
- 2011 / 2012 - "A Pequena Sereia" - texto de Vladimir Capella, baseado no conto de Hans Andersen, direção de Paulo Ribeiro
- 2010 - Escola de Mulheres - texto de Moliéree direção de Roberto Lage
- 2010 - Super Max e os Inimigos Invisíveis - texto e direção de Kléber di Lazzare
- 2009 - Proposta Indecente - adaptação de Renato Scarpin de texto de Duarte Gil
- 2009 - De Artista e Louco, Todo Mundo Tem Um Pouco - texto de Ronaldo Ciambrone, direção de Hiram Ravache
- 2008 - Pedro e Domitila - Domitila de Castro Canto e Melo, texto e direção de Ênio Gonçalves
- 2007 - Qualquer Gato Vira-Lata tem uma vida sexual mais sadia do que a nossa, texto Juca de Oliveira, direção Bibi Ferreira
- 2006 - A Boa, texto de Aimar Labaki, direção Reginaldo Nascimento
- 2005 - Lolitas, texto e direção de Maurício Nunes
- 2005 - Belinha Adormecida, texto e direção de Maria Duda
- 2004 - O Mistério de Gioconda, texto de Paulo Guarnieri, direção Bibi Ferreira
- 2004 - Comunhão de Bens, texto de Alcione Araújo, direção Maria Duda
- 2003 - F.E.S.T.A., texto e direção de Érika Bodste